# Station Shimomatsu
 Station Shimomatsu (下松駅,  Shimomatsu-eki) is een spoorwegstation in de Japanse stad Kishiwada, gelegen in de prefectuur Ōsaka. Het wordt aangedaan door de Hanwa-lijn. Het station heeft twee sporen, gelegen aan twee zijperrons.

## Treindienst

### JR West
| 1 | ■ Hanwa-lijn | richting Kumatori, Hineno en Wakayama |
| 2 | ■ Hanwa-lijn | richting Ōtori, Tennōji en Ōsaka      |

## Geschiedenis
Het station werd in 1984 geopend.

## Overig openbaar vervoer
Er bevindt zich een bushalte nabij het station.

## Stationsomgeving
- Stedelijk ziekenhuis van Kishiwada
- Super Sanei (supermarkt)
- Autoweg 26